# 新板萬坪都會公園
新板萬坪都會公園（英語：New Banqiao Central Park）是新北市政府「新板特區」的重點規劃，佔地面積達7.7公頃(約2萬3千坪)，也是「新板特區HOPSCA（浩市達）計畫」的重點綠地，主要範圍以板橋車站為原點，繞前環文化路、漢生東路與民權路進行開放設計使其形成都會核心綠軸，亦是都會精華區頗為難得的大型綠地。另外板南線板橋站一號出口剛好設立在公園內，也方便遊客搭乘捷運前往。

## 歷史演變
新板萬坪都會公園原本是台灣省菸酒公賣局的土地，實施精省後由中華民國財政部接管，後來因應新板橋車站特定區的規劃，列為特專二用地。
萬坪都會公園原本是原台北縣政府向財政部國有財產局租借，當時一度有名為「追風廣場」的臨時直排輪場地。一開始原本想規畫為國際觀光旅館，最後財政部國有財產局以容積移轉的方式將土地無償提供給台北縣政府開闢公園用。
台北縣政府拿到這塊土地後，配合空橋系統，打破原本追風廣場的水泥舖面，改種700棵喬木，重現新板特區綠化景觀，現已是新北市的門戶地標。

## 建設用途
新板萬坪都會公園乃配合台北縣政府於縣長周錫瑋時代提出的「超級浩市達」(SUPER HOPSCA)開發計畫，白天時，這裡是民眾閒暇休憩、小孩嬉戲的森林公園，園內花木扶疏，蟬鳴唧唧、間或有水線優美的噴水池消除暑氣，人們走進這裡，便好像進行一到森林浴的洗禮，將城市得喧鬧與燥熱都甩脫；到了夜晚，這裡變成俗世裡的幽境，外圍大樓的霓虹映照的公園，蟬鳴換成蛙聲，走在設有噴水池的棧道上，可以享受光和影交疊的視覺饗宴，也讓都會公園成為許多愛好攝影的人爭相夜拍的地方。
2009年萬坪都會公園開放，位於板橋車站正前方，民眾可以享受都市叢林中的森林，呈現的景觀意象為一座森林，構想來自美質複層林故事、台北盆地發展故事、都會花園廣場，希望提供附近居民休閒場所。

## 具體成效
新板萬坪都會公園是為新板特區超級浩市達計畫主要的都會綠地，除了站前綠地空間，也將扮演串連周遭相關重要計劃的轉介角色，搭配浮洲藝術河濱公園的完成，帶動板橋地區落實綠化城市。此公園設計曾榮獲中華民國不動產協進會「2008國家卓越建設獎」卓越獎。

## 外部連結
- 夜 板橋新板萬坪都會公園 （页面存档备份，存于）
- 虛擬與實境的萬坪都會公園